# Adriènne Ferreira
Adriènne Dupré Ferreira (nascida em 16 de agosto de 1984) é uma ex-modelo, blogueira e cantora e compositora de música.

## Carreira
Aos 14 anos, Adriènne Ferreira foi contratada pela Elite Model Management em sua cidade natal, mas havia um conflito entre castings e horário escolar. Naquela época, ela estava frequentando aulas de atuação à noite. Ela começou sua carreira profissional como modelo em janeiro de 2007, em Miami Beach, FL, aos 22 anos. Aparecendo em campanhas e mais de 50 revistas ao redor do mundo, incluindo o designer Mario Hernandez, Virgin Mobile, Red Carter Swimwear e desfilou para Valentino, Asprey, Nicole Miller e Coach. Durante a Miami Fashion Week e a Mercedes Benz Fashion Week, usou designs das marcas Pistol Panties, Vix Swimwear e Hurley.
Ferreira foi destaque na Esquire Magazine Turquia como uma das mais novas top models em ascensão do mundo, em 2008.
Em dezembro de 2008, ela foi escolhida pela Bridgestone Golf  como co-estrela dos novos comerciais da RX ball Fan Mail, desempenhando o papel de assistente pessoal do jogador de golfe profissional Fred Couples. Ela esteve em todos os comerciais desde então (um total de seis, dois deles lançados em março de 2010   também com Lee Trevino) e se tornou um ícone na comunidade do golfe.
Ferreira viveu no Brasil até os 17 anos, mas só recentemente foi reconhecida por aqui.

## Música
Ferreira, usando o nome de Supernova, gravou pela primeira vez em julho de 2008, uma música chamada Impetus (que significa Impulso), composta e escrita por um artista americano de música eletrônica. O single chegou a algumas estações de rádio nos Estados Unidos. Em 2009, ela começou a gravar 4 novas músicas dançantes para o mesmo produtor, mas elas nunca foram totalmente concluídas. Em janeiro de 2010, Ferreira começou a trabalhar no projeto pop/dance com um novo produtor e escreveu letras para 13 novas músicas.
"Sempre quis cantar, é algo que está no meu coração há muito tempo. Eu venho de uma família de músicos onde todos tocam piano, então a música está em minhas veias. Escrevo poesia desde pequena e agora sinto que posso usá-la. As pessoas me inspiram, adoro ouvir suas vidas e suas histórias. Eu posso escrever uma música sobre qualquer pessoa, em qualquer lugar."

## Vida pessoal
Natural de São Paulo, SP, Ferreira mudou-se para os Estados Unidos (estado da Flórida) em dezembro de 2001. Ela é descendente de franceses / portugueses de ambos os pais, Vera Sylvia e Luiz Alfredo. Ela tem dois irmãos mais velhos — Caio e Daniel, ambos ainda residem no Brasil. Ferreira é espiritual e fala português e inglês, sendo o português sua língua nativa. Ela começou a competir em eventos equestres aos 10 anos e foi forçada a parar aos 14 anos devido a uma lesão no braço esquerdo. Pouco depois de se recuperar, Ferreira começou a jogar tênis por um clube da cidade de Cotia, SP.
Frequentou dois colégios diferentes na Granja Vianna, um grande bairro de Cotia. Ela era uma moleca crescendo, construindo rampas em seu bairro para patinação agressiva. Com amigos em sua maioria homens, ela usava camisetas grandes, calças cargo e um boné para esconder seus longos cabelos. Aos 5 anos, o pai de Ferreira a ensinou a andar de moto. Aos 18 anos, adquiriu sua primeira moto esportiva e outra superesportiva 4 anos depois.
Ferreira foi "descoberta" pela primeira vez aos 22 anos por um fotógrafo em South Beach, FL, e ganhou reconhecimento um ano depois, quando apareceu na edição de 2008 da revista Esquire. Seis meses depois, ela se tornou a garota do Golf Boom da Bridgestone para seus comerciais de televisão e anúncios impressos.